# Sāmeleh (ort i Iran)
Sāmeleh (persiska: سامله) är en ort i Iran.   Den ligger i provinsen Kermanshah, i den nordvästra delen av landet, 400 km väster om huvudstaden Teheran. Sāmeleh ligger 1 819 meter över havet och antalet invånare är 285.
Terrängen runt Sāmeleh är kuperad. Runt Sāmeleh är det ganska tätbefolkat, med 129 invånare per kvadratkilometer. Närmaste större samhälle är Mūchesh, 18,4 km norr om Sāmeleh. Trakten runt Sāmeleh består i huvudsak av gräsmarker.